# Alberto Pinton
Alberto Pinton (* 4. März 1962 in Porto Marghera, Venedig) ist ein aus Italien stammender, in Schweden arbeitender Jazz-Musiker (C-Melody-Saxophon, Baritonsaxophon, Bassklarinette, Klarinette und Alt-Flöte) und Komponist.

## Leben und Wirken
Pinton lernte zunächst das Klavier- und Gitarrenspiel, wechselte aber mit zwanzig Jahren zum Saxophon. Nach Privatstunden auf diesem Instrument zog er 1985 nach Schweden. Später wirkte er in Italien an Sommer-Workshops des Berklee College mit und erhielt ein Stipendium für die Berklee School of Music in Boston, wo er 1988 unter anderem bei Joe Viola, George Garzone und Jerry Bergonzi sein Studium aufnahm. In dieser Zeit wechselte er zum Baritonsaxophon. 1990 schloss er seine Studien mit dem Bachelor ab. In Boston trat er regelmäßig mit dem Herb Pomeroy Jazz Orchestra, der Greg Hopkins Big Band, dem Either/Orchestra auf und spielte außerdem mit Jim Black, Chris Speed und Dave Ballou.
Anfang der 1990er-Jahre kehrte Pinton nach Stockholm zurück und arbeitete unter anderem mit der Band von Ann-Marie Henning, der Swedish Radio Jazz Group und dem Stockholm Jazz Orchestra als freischaffender Musiker. 1993 setzte er seine Ausbildung in New York City fort, als er ein Stipendium der Manhattan School of Music erhielt. Dort studierte er u. a. bei Hamiet Bluiett, John Purcell, Joe Temperley, Gary Smulyan, Dick Oatts, außerdem Komposition bei Ludmila Ulehla und Nils Vigeland. Während seiner Zeit in New York trat er unter anderem mit der Jason Lindner Big Band und Guillermo Kleins Big Van im Jazzclub Small's auf, außerdem mit Greg Tardy, Mark Turner, Chris Cheek, Marty Ehrlich und Ellery Eskelin.
Nachdem Pinton den Master erworben hatte, kehrte er 1995 erneut nach Schweden zurück und arbeitete mit Musikern wie Lennart Åberg, Palle Danielsson, Bobo Stenson, Mattis Cederberg und dem Sonic Mechatronic Arkestra, den Big Bands von Peter Asplund und Magnus Lindgren, Lina Nybergs Brasil Big Bom, der Band von Torbjörn Zetterberg, und der Bohuslän Big Band. Anfang der 2000er Jahre nahm er unter eigenem Namen mit seinem Quartett zwei Alben auf, Common Intent 2001 und Terraferma 2002, gefolgt von Opus Facere (Clean Feed, 2018). Ab den 2000er-Jahren arbeitete er mit einem Quintett, mit dem er 2007 das Album Vita Pratica aufnahm. 2015 entstand das Livealbum Resiliency, gefolgt von Live in Japan, mit Niklas Barnö (Trompete), Yasuhito Mori (Bass) und Konrad Agnas (Schlagzeug).
2019 legte Pinton mit seinem Sestetto Contemporeano das Album Layers vor, gefolgt von All the Difference (2020), im Trio mit Vilhelm Bromander und Konrad Agnas. 2021 folgte Good Isea, das er solo auf dem Baritonsaxophon eingespielt hatte. Im selben Jahr spielte er mit seinem Sextett, zu dem neben Mats Äleklint und Mattias Ståhl auch seine Tochter Selma Pinton als Sängerin gehörte, bei JazzBaltica. 2025 legte er mit seiner Gruppe Relentness Allt större Klarhet vor. Zu hören ist Pinton u. a. auch auf dem Album Jorden vi ärvde (2025) des Vilhelm Bromander Unfolding Orchestra.